# Edenkoben
Pour la collectivité territoriale, voir Edenkoben (Verbandsgemeinde).
Edenkoben est une ville allemande d'environ 7 000 habitants située dans l'arrondissement de la Route-du-Vin-du-Sud (Südliche Weinstraße), dans le sud du Land de Rhénanie-Palatinat, en Allemagne, entre Landau in der Pfalz et Neustadt an der Weinstraße. Elle est le siège du district du même nom.

## Géographie

### Données géographiques
La station de cure climatique d'Edenkoben est reconnue au niveau national. Elle se trouve à la lisière orientale de la forêt du Palatinat. La Deutsche Weinstrasse (route des vins allemande) conduit directement au cœur de la ville. À environ 8 km au nord se trouve Neustadt an der Weinstraße et à 10 km au sud Landau in der Pfalz.

### Municipalités voisines
- Saint-Martin, au nord-ouest.
- Maikammer, au nord
- Kirrweiler (Pfalz), au nord-est
- Venningen, à l'est
- Edesheim, au sud
- Rhodt unter Rietburg, au sud-ouest
- Großfischlingen, au sud-est

## Politique

### Conseil municipal
Résultat des élections municipales du 13 juin 2004 :
1. FWG1 39,8 % (+3,3) - 9 Sièges (+1)
2. CDU 30,0 % (-4,4) - 6 Sièges (-2)
3. SPD 17,4 % (-6,7) - 4 Sièges (-1)
4. FWG2 7,3 % (+7,3) - 2 Sièges (+2)
5. FDP 5,5 % (+0,5) - 1 Siège (=)

### Maire
Depuis 1999 le maire d'Edenkoben est Werner Kastner (FWG).

## Culture et patrimoine
- Château Villa Ludwigshöhe, ancienne résidence d'été du roi Louis Ier de Bavière et Palatinat

- Rietburg
- Téléphérique de Rietburg

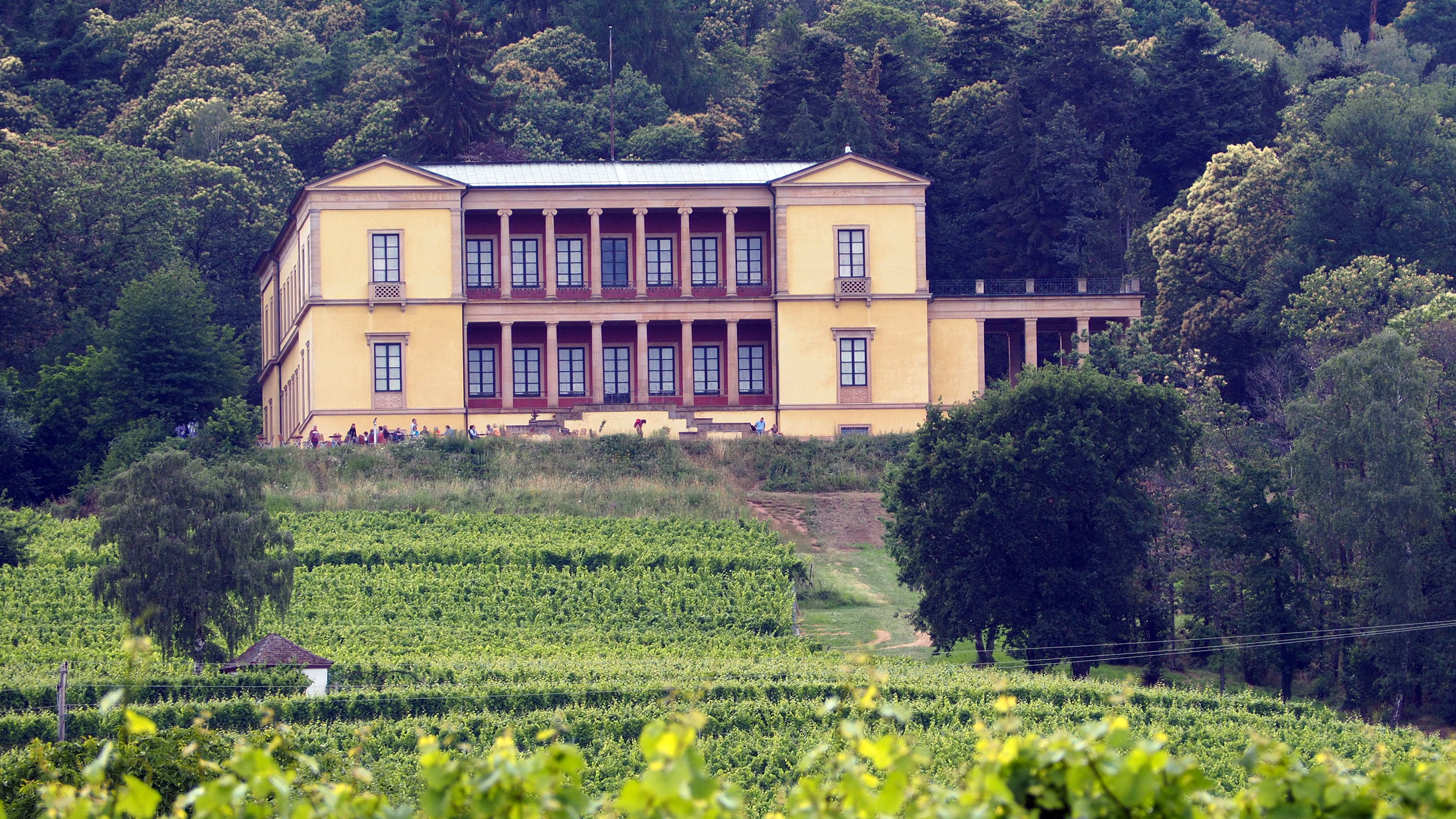
Château Villa Ludwigshöhe

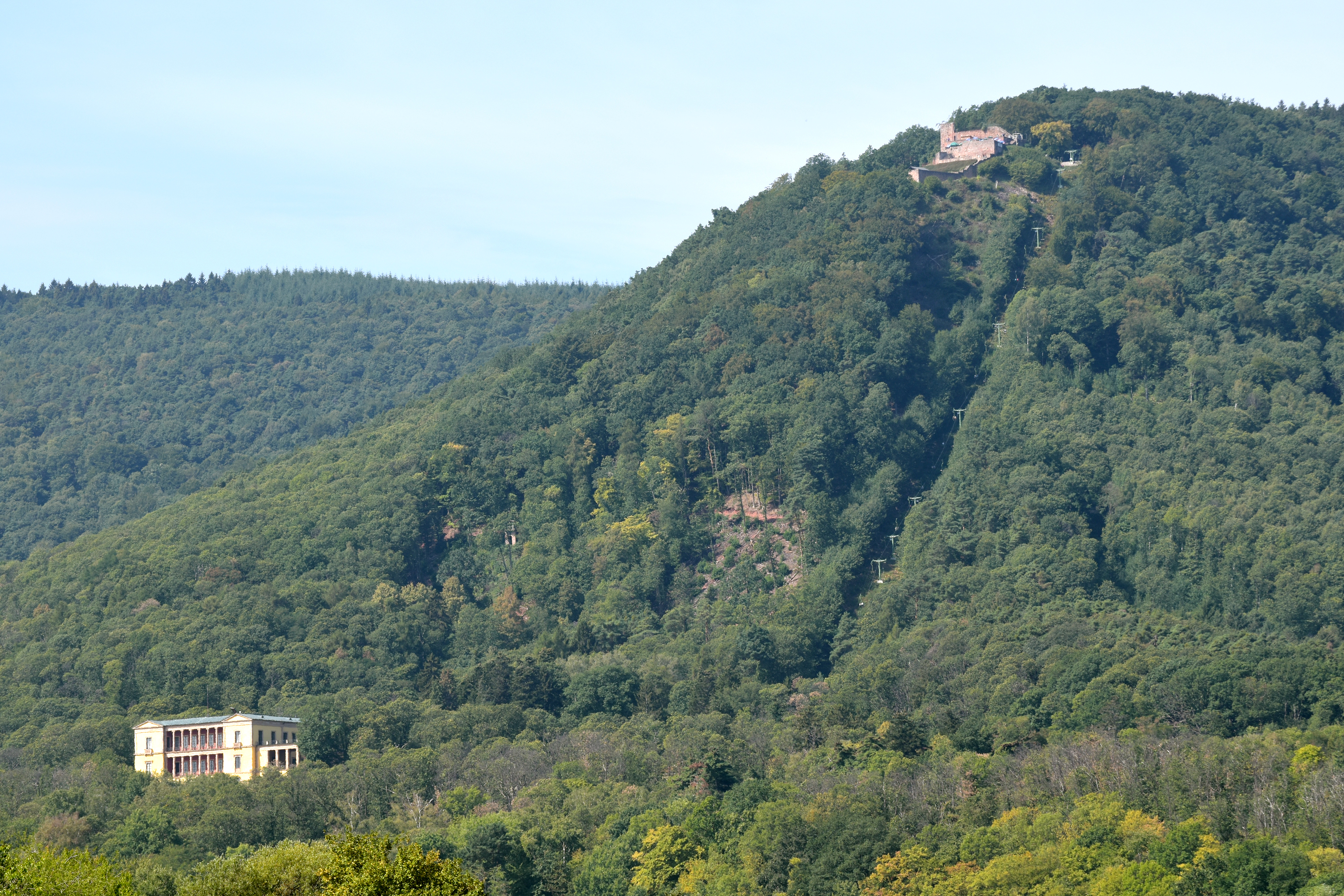
Rietburg et son téléphétique

- Friedensdenkmal (Monument de la paix)

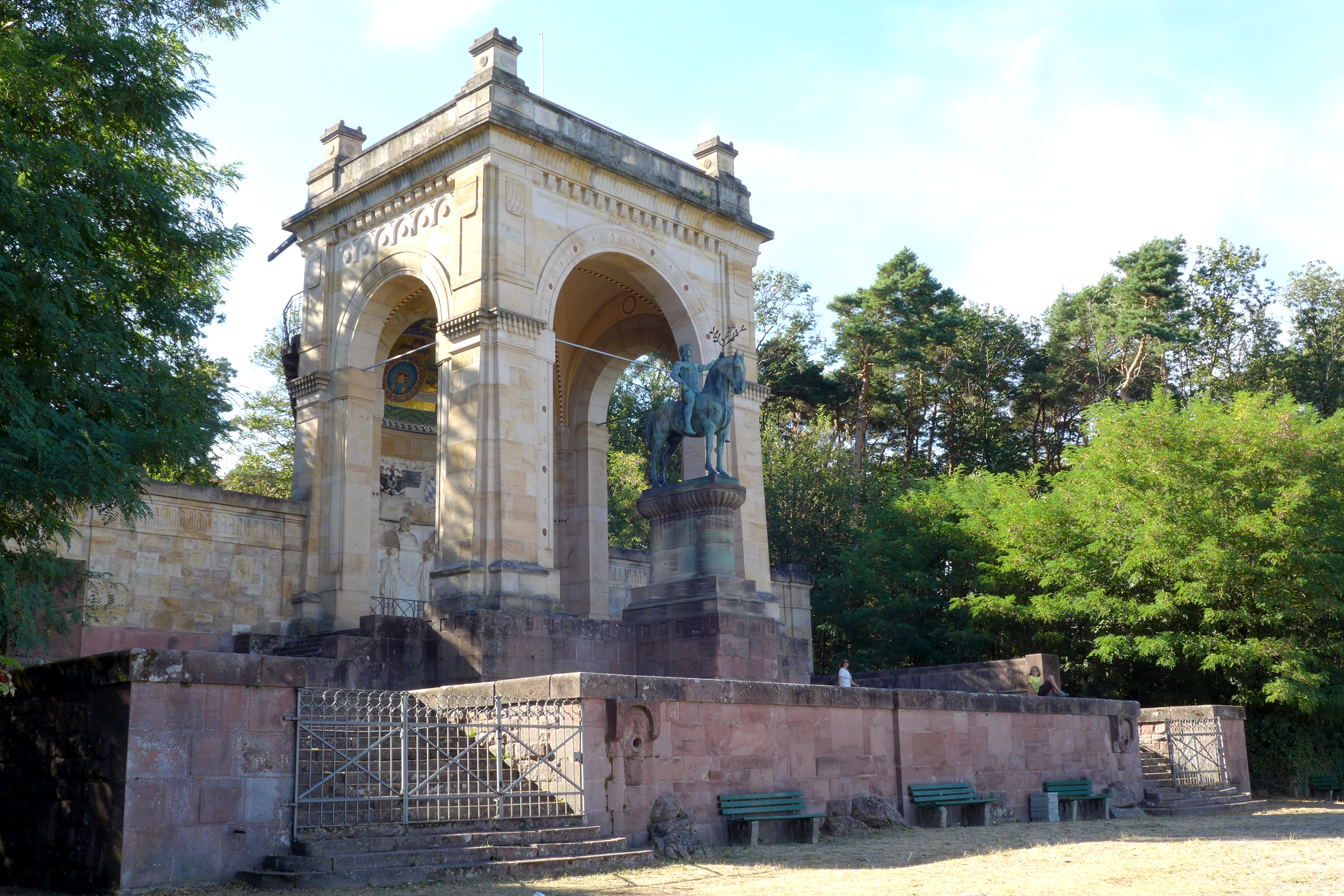
Edenkoben: Friedensdenkmal

- Lederstrumpfbrunnen

### Musées
- Musée du Vin et d'histoire locale
- Musée de plein air sur le sentier du vin

### Monuments

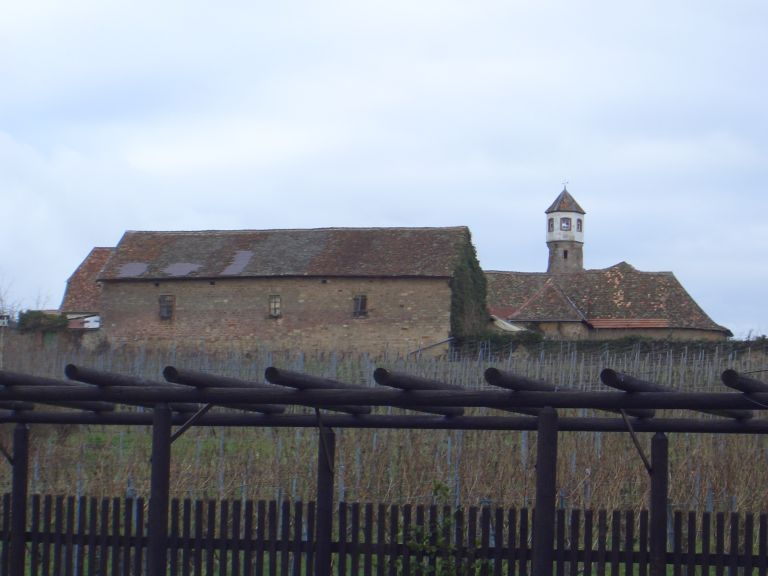
Kloster Heilsbruck

- Cloître cistercien Heilsbruck

- Église catholique Saint-Louis
- Temple protestant
- Établissement thermal

## Économie et infrastructures
L'autoroute fédérale A 65 (Ludwigshafen - Strasbourg) passe à Edenkoben (sortie no 14). Edenkoben se trouve sur la ligne de chemin de fer Neustadt-Karlsruhe et fait partie du « réseau de transport de Karlsruhe » (Karlsruher Verkehrsverbund – KVV). Par le Maximiliansbahn, la ville bénéficie d'une liaison ferroviaire vers l'Alsace (Wissembourg). Edenkoben fut, pour le Palatinat, le grand centre ferroviaire pour le transport des marchandises, jusqu'à la fermeture de la gare de marchandises.

## Personnalités nées à Edenkoben
- Friedrich Arnold (1803-1890), médecin
- Eugen von Lommel (1837-1899), physicien
- August Croissant (1870-1941), peintre
- Franz Weidenreich (1873-1948), médecin, paléoanthropologue, qui participa à la découverte de l'Homme de Pékin (Sinanthropus pekinensis) à Choukoutien (Chine).
- Wilhelm Laforet (1877-1959), homme politique
- Hubert Groß (1896-1992), architecte
- Oskar Stübinger (1910-1988), homme politique, ministre-président du Land de Rhénanie-Palatinat
- Gabriele Weingartner (1948- ...), écrivain, femme de lettres
- Ralf Fücks (1951- ...), homme politique
- Joachim Ullrich (1956- ...), physicien

## Villes jumelées
- Étang-sur-Arroux /  France
- Bexbach /  Sarre
- Dinkelsbühl /  Bavière
- Radeburg /  Saxe

## Source de la traduction
- (de) Cet article est partiellement ou en totalité issu de l’article de Wikipédia en allemand intitulé « Edenkoben » (voir la liste des auteurs).